# Oxalis penicillata
Oxalis penicillata är en harsyreväxtart som beskrevs av Rodolfo Amando Philippi. Oxalis penicillata ingår i släktet oxalisar, och familjen harsyreväxter. Inga underarter finns listade i Catalogue of Life.